# Dock Junction
Dock Junction est une census-designated place située dans le comté de Glynn, dans l’État de Géorgie, aux États-Unis. Lors du recensement de 2020, elle comptait 8 266 habitants.